# Pininfarina

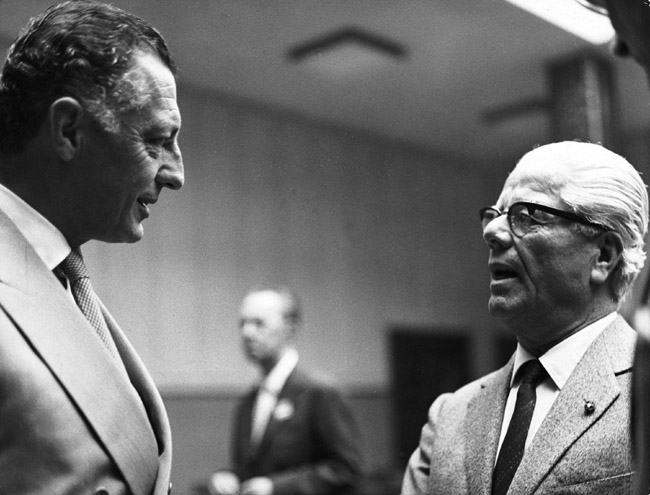
Gianni Agnelli i Battista Pininfarina, założyciel

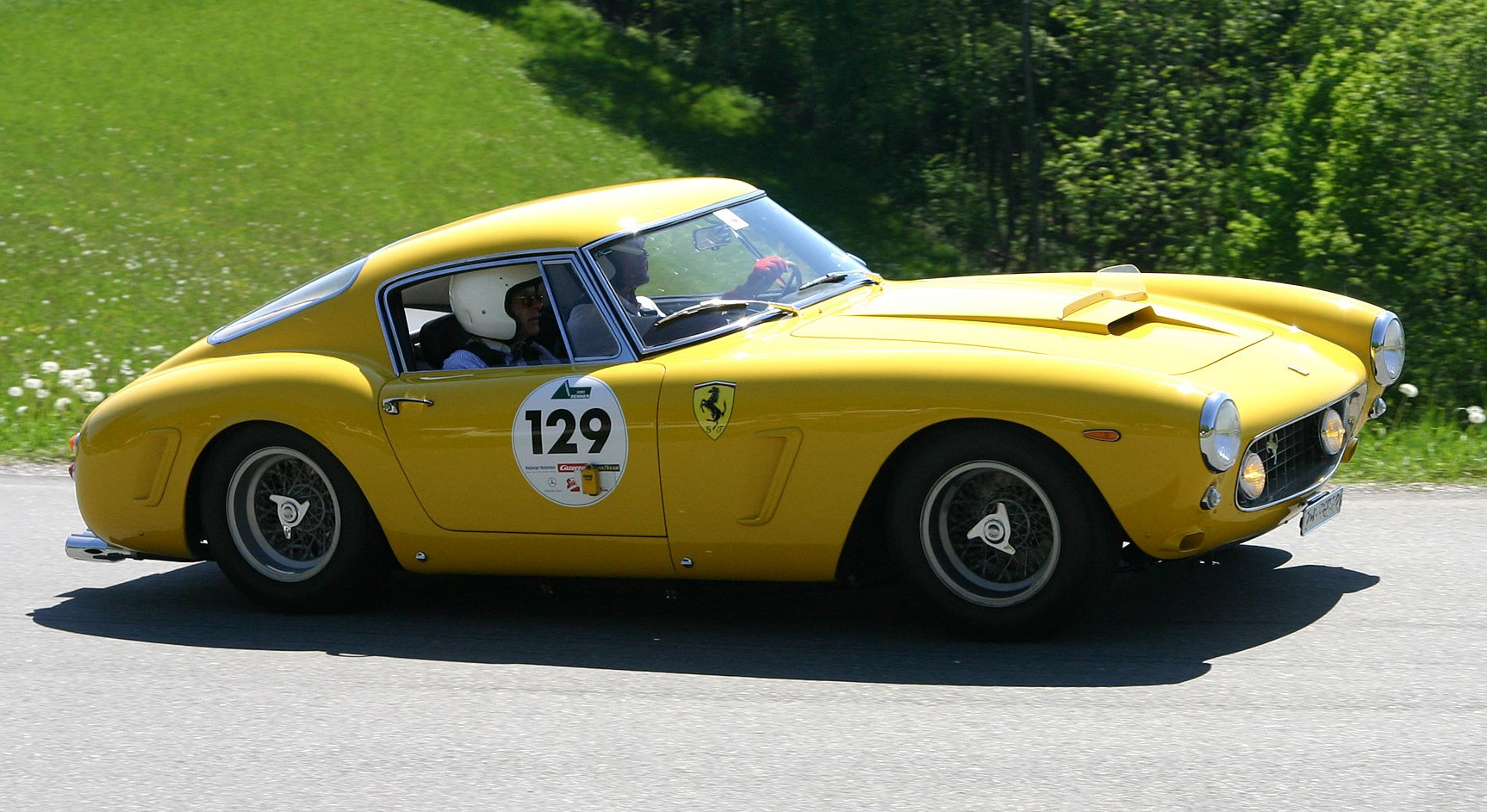
Ferrari 250 GT Berlinetta SWB

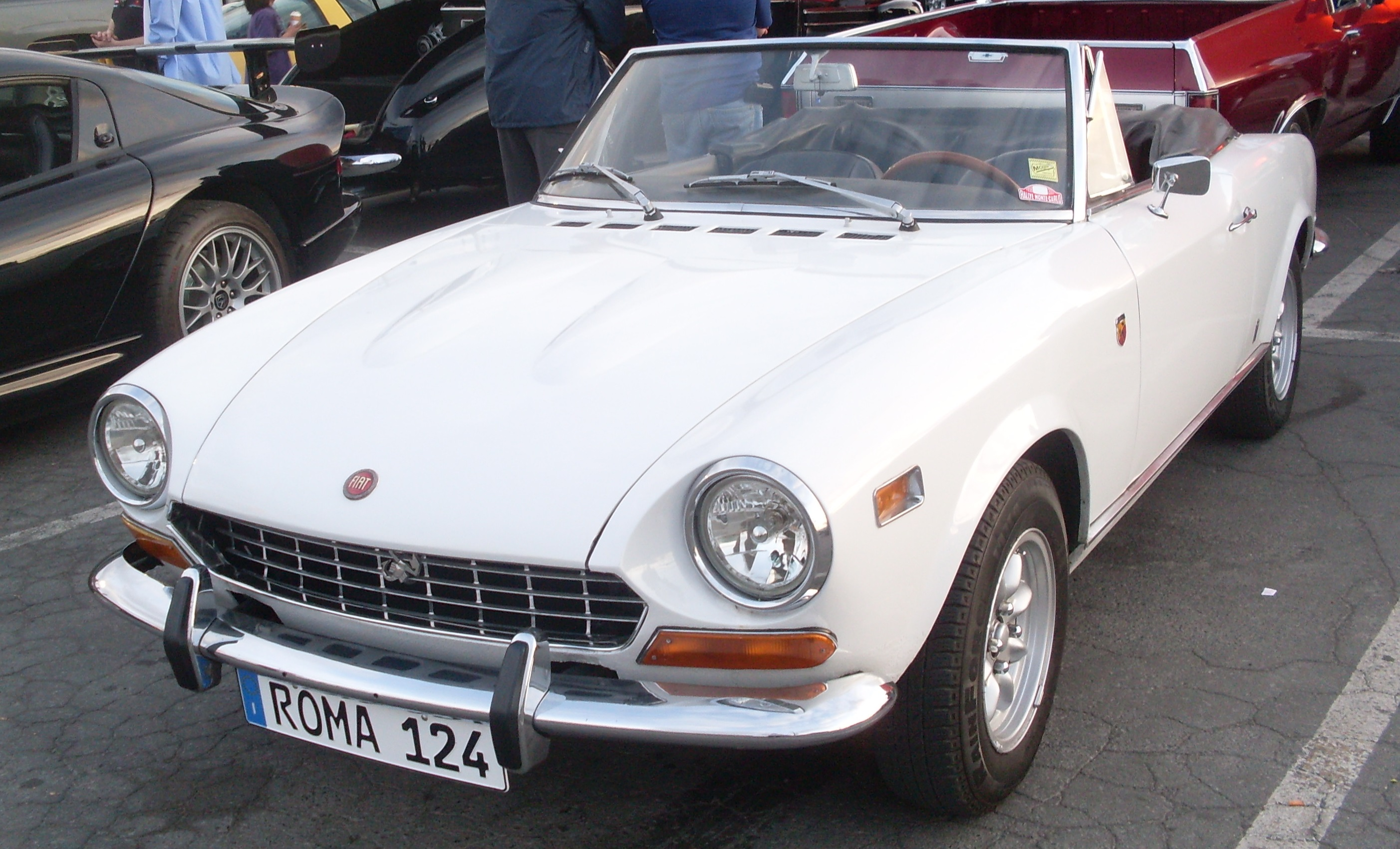
Fiat 124 Sport Spider

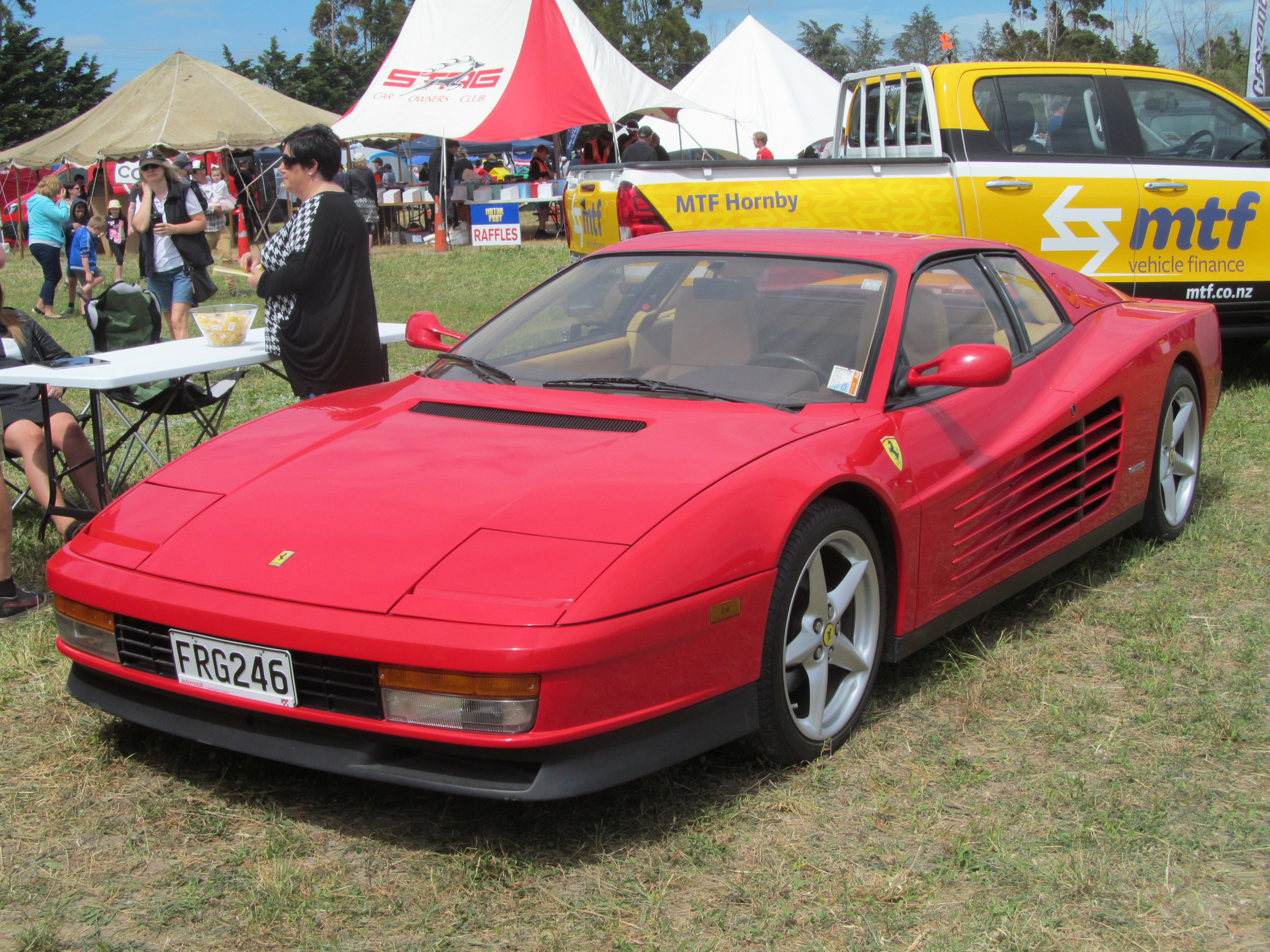
Ferrari Testarossa

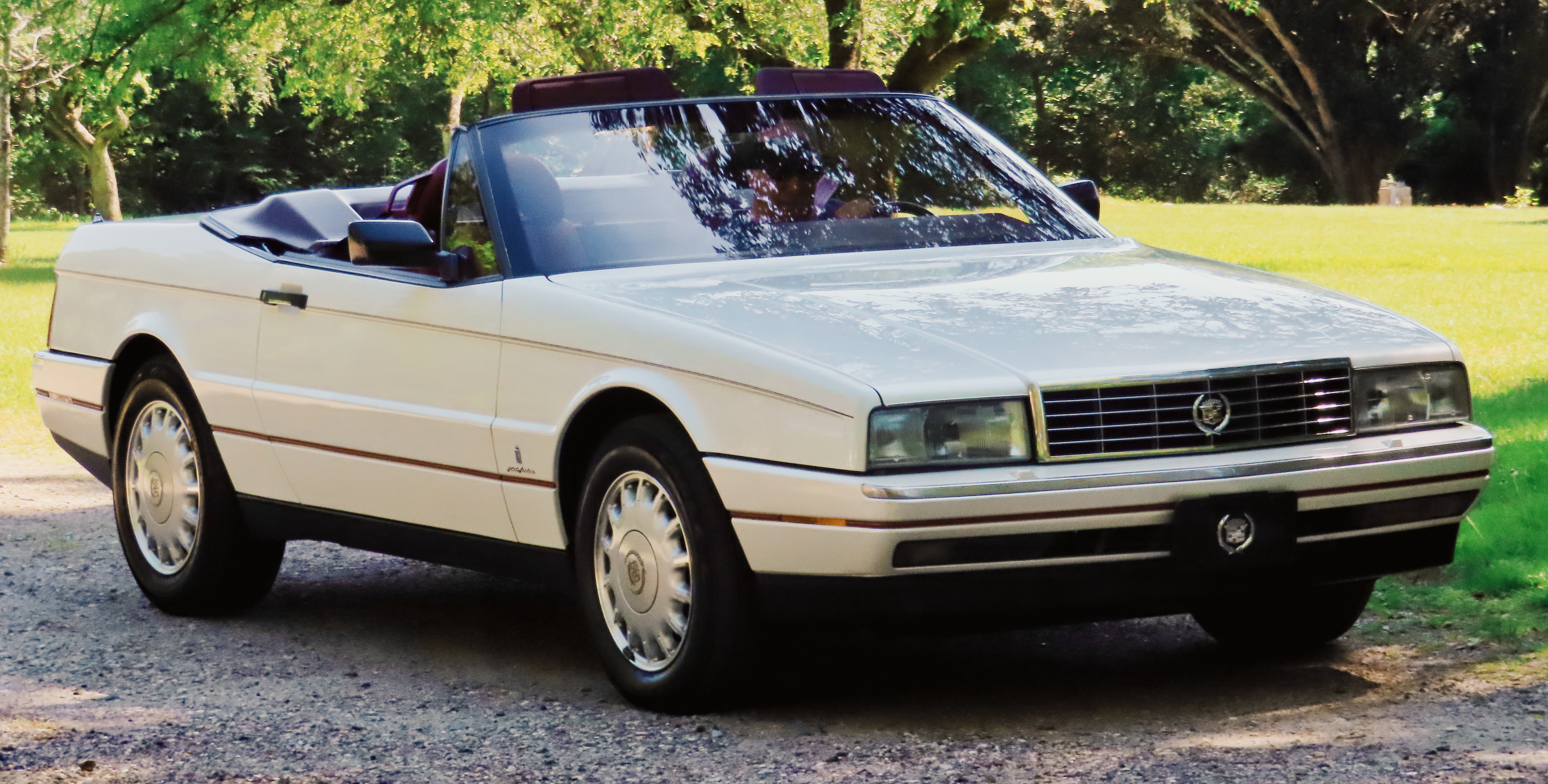
Cadillac Allanté

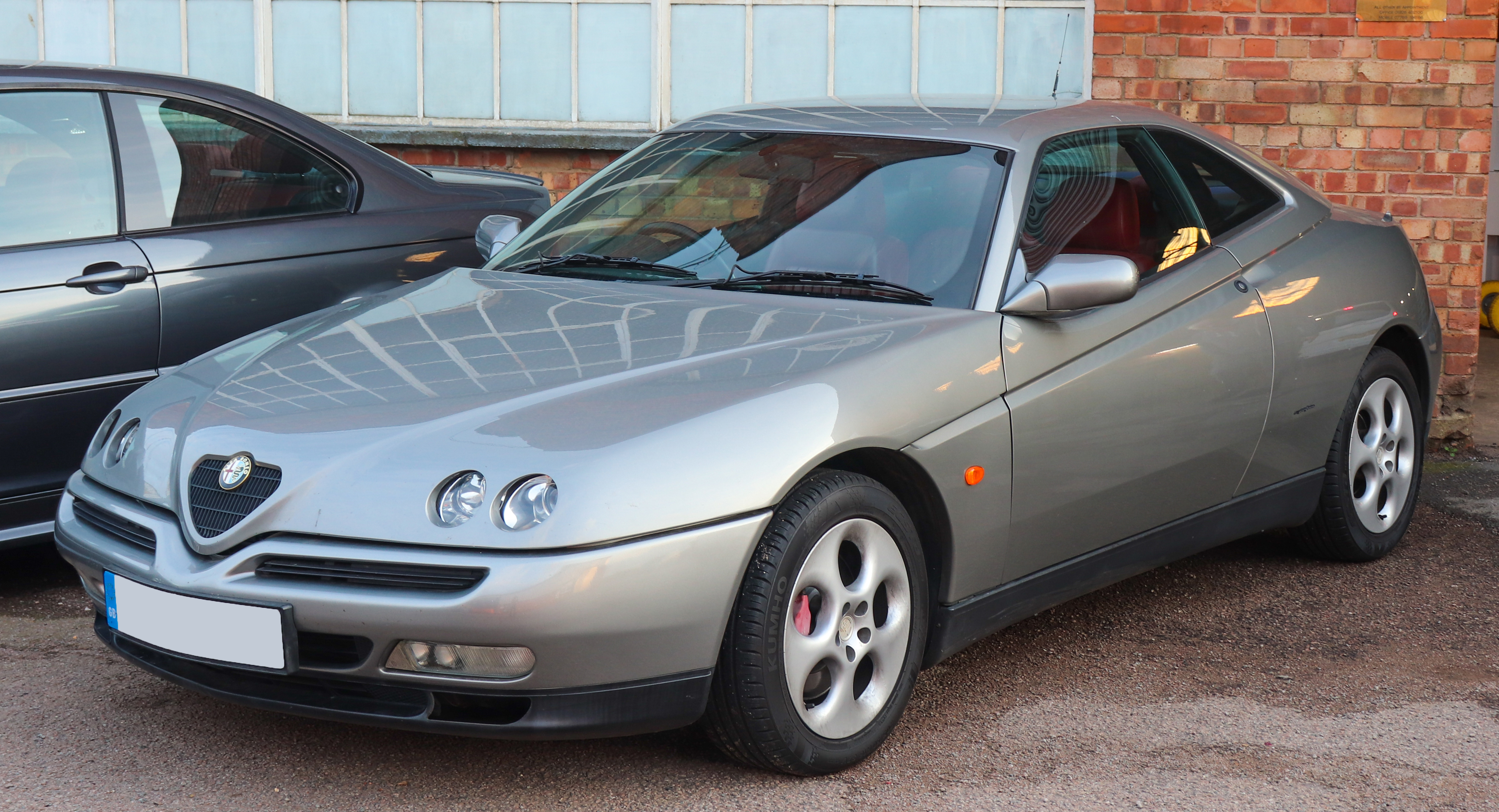
Alfa Romeo GTV

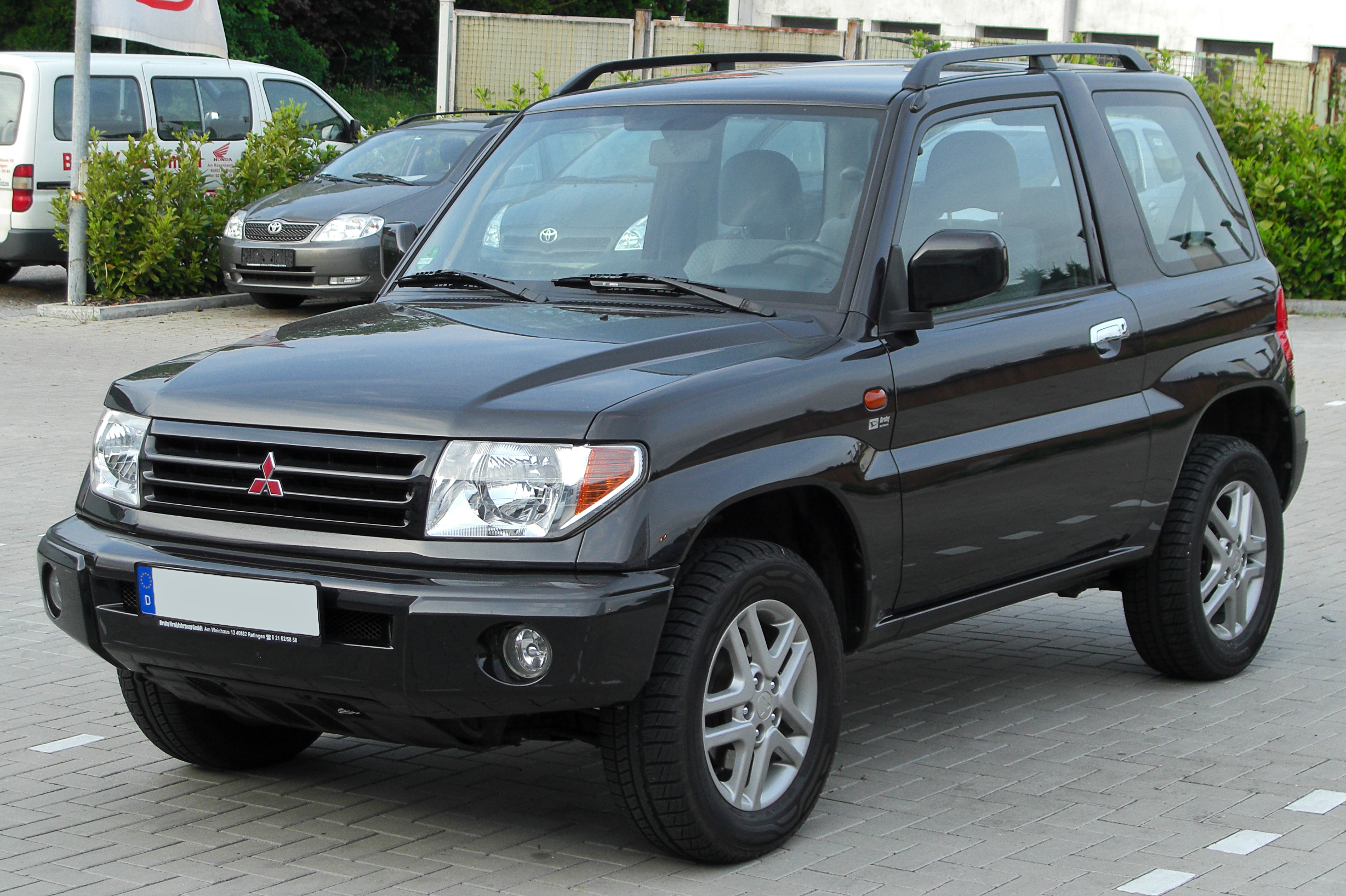
Mitsubishi Pajero Pinin

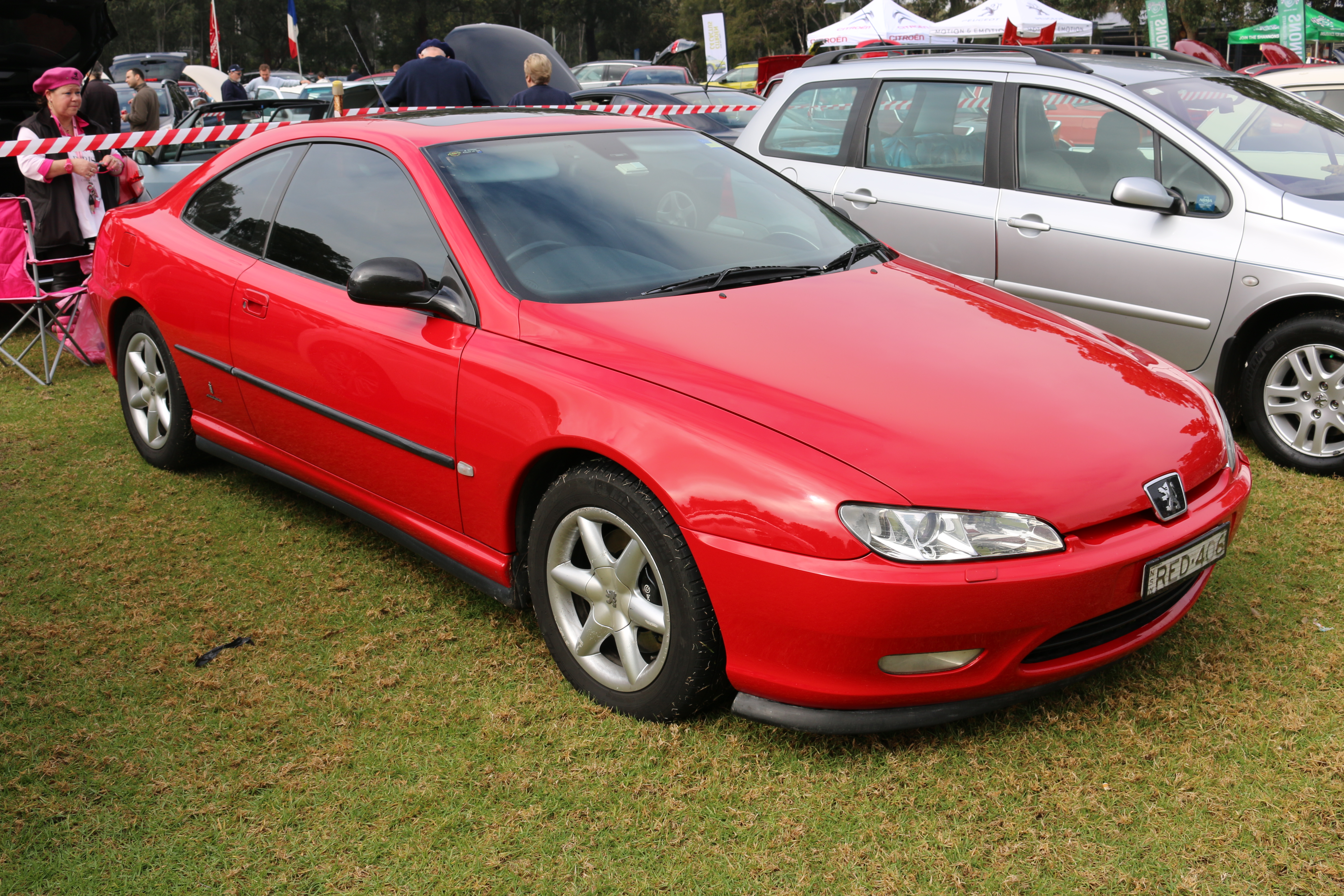
Peugeot 406 Coupe

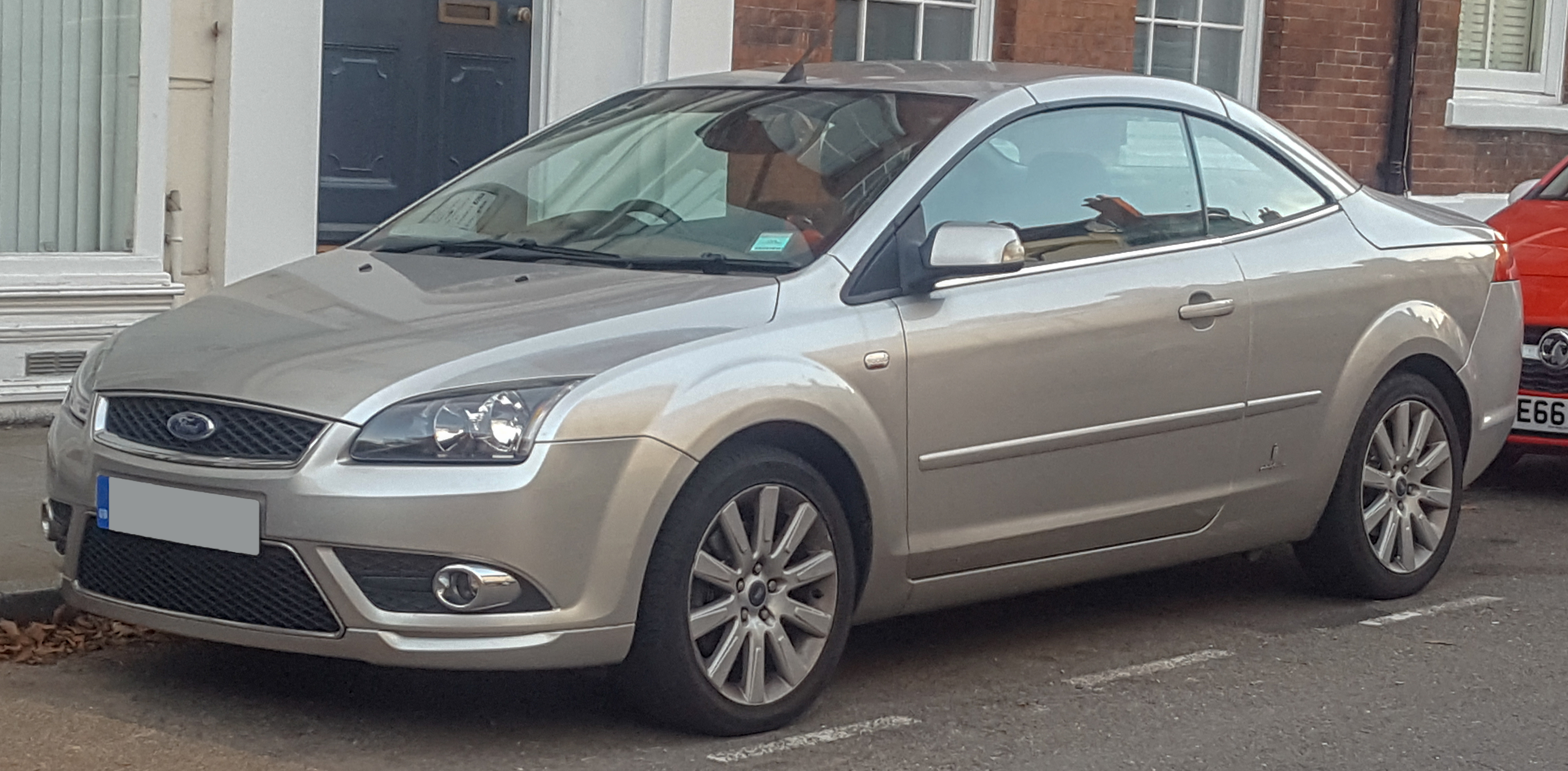
Ford Focus CC

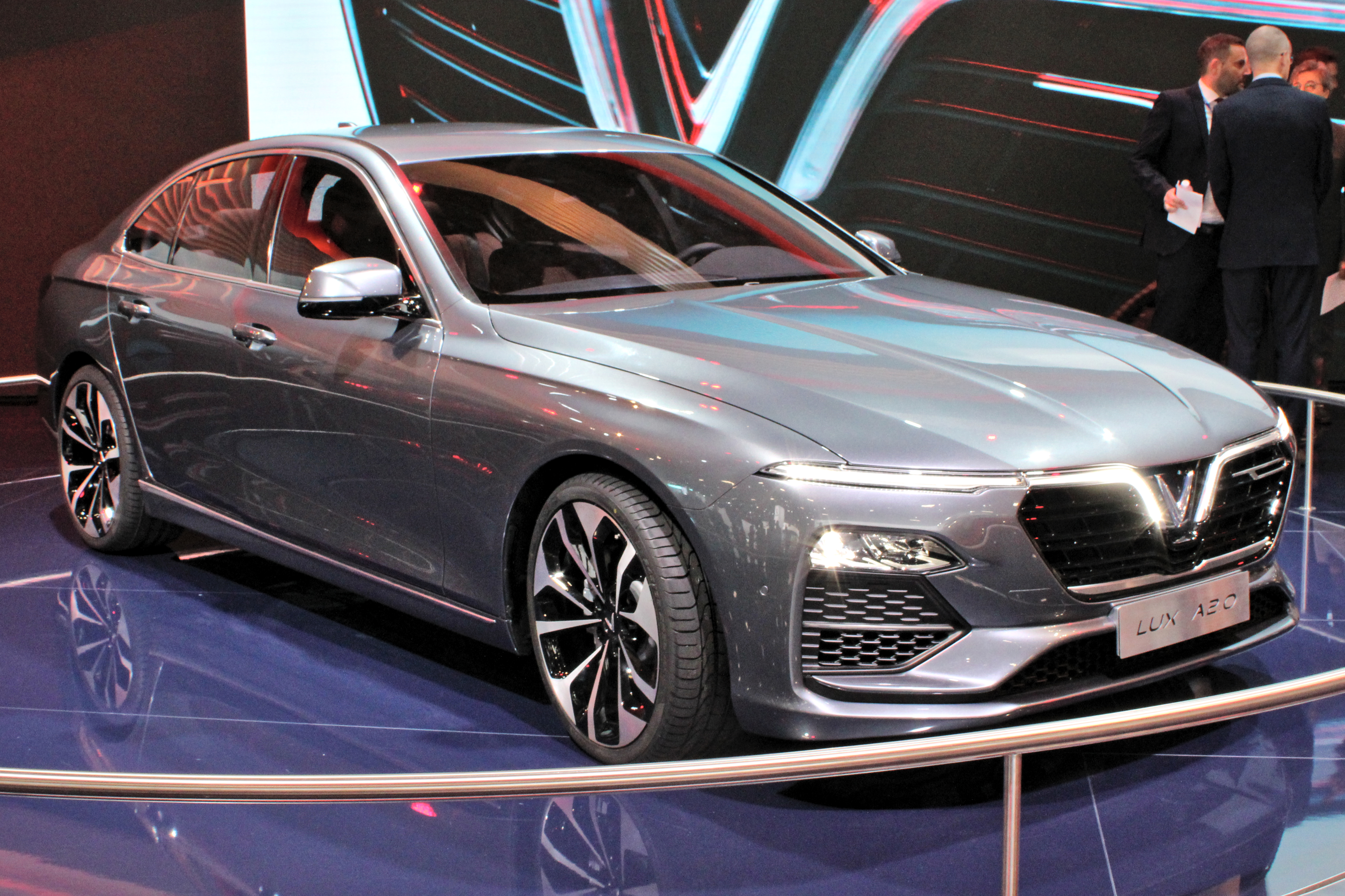
VinFast Lux A2.0

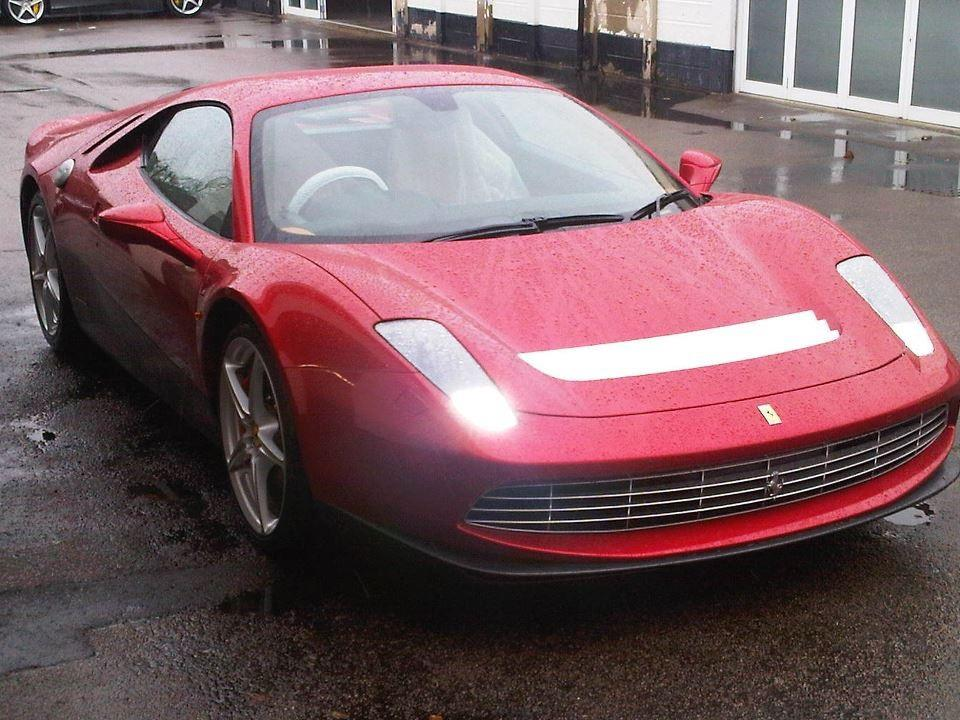
Ferrari SP12EC dla Erica Claptona

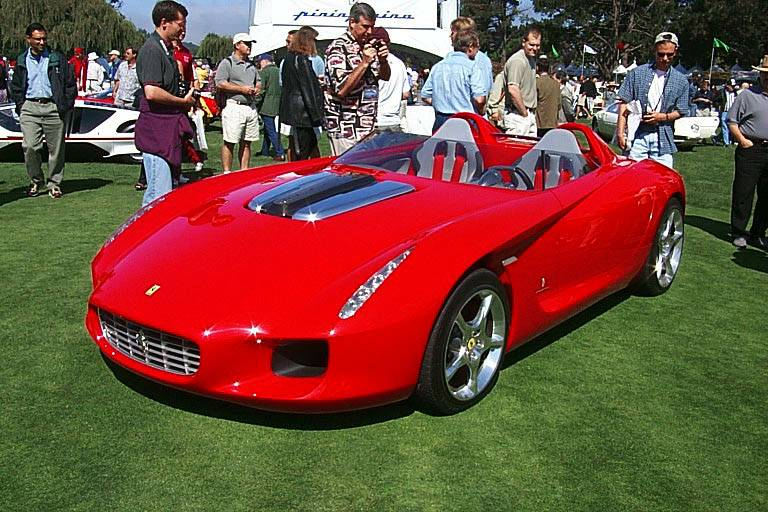
Ferrari Rossa

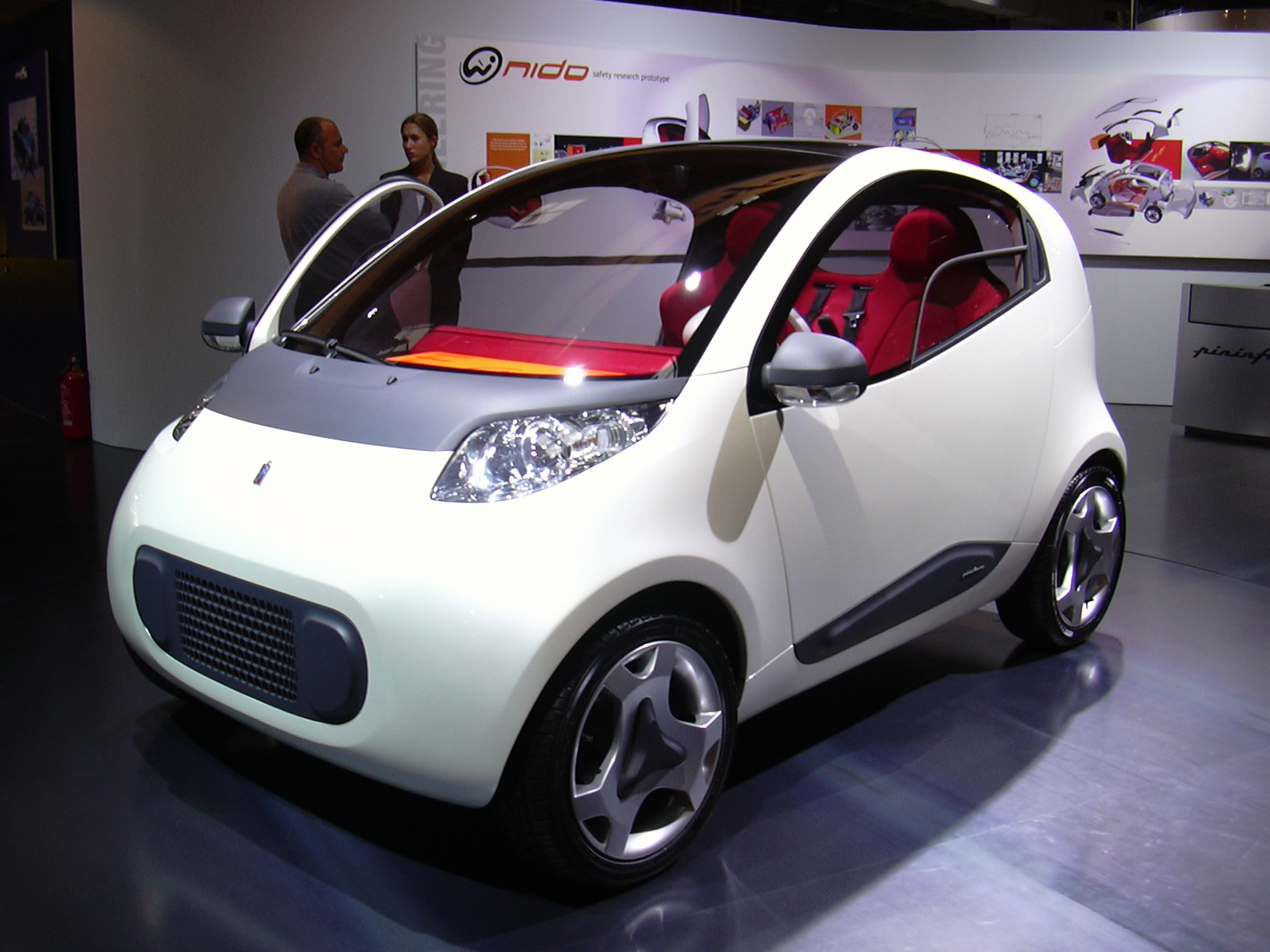
Pininfarina Nido

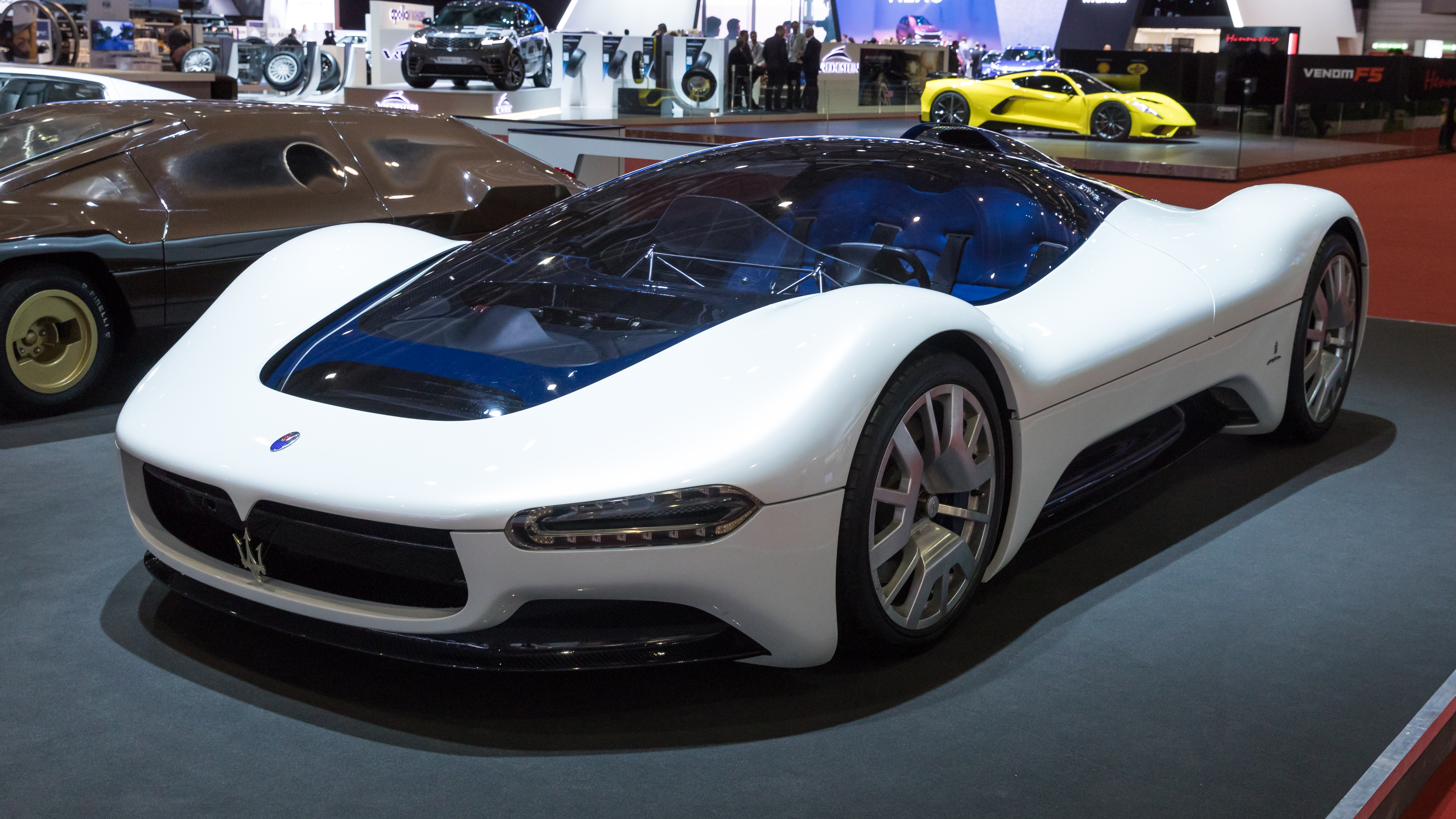
Maserati Birdcage 75th

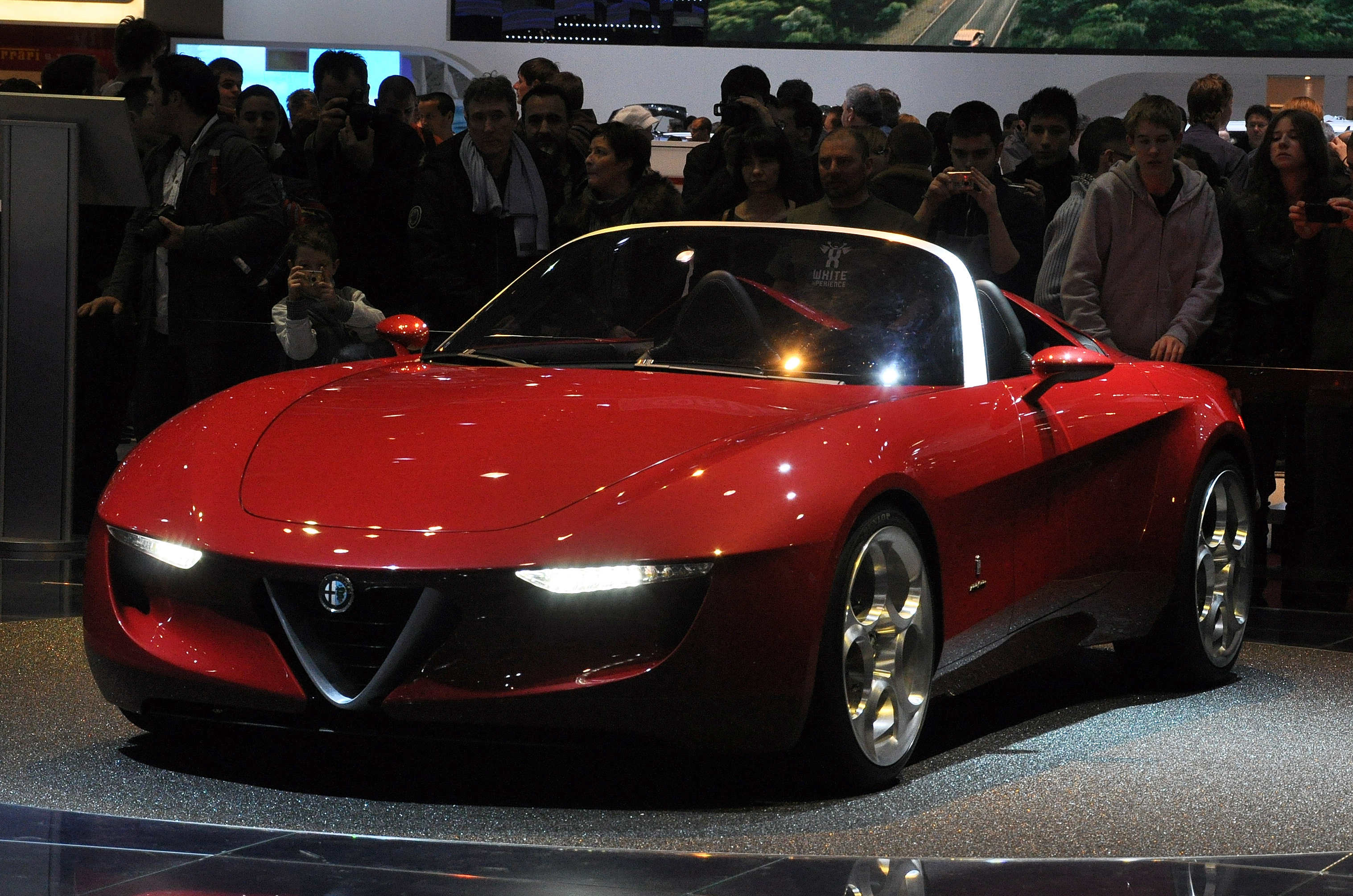
Alfa Romeo 2uettottanta

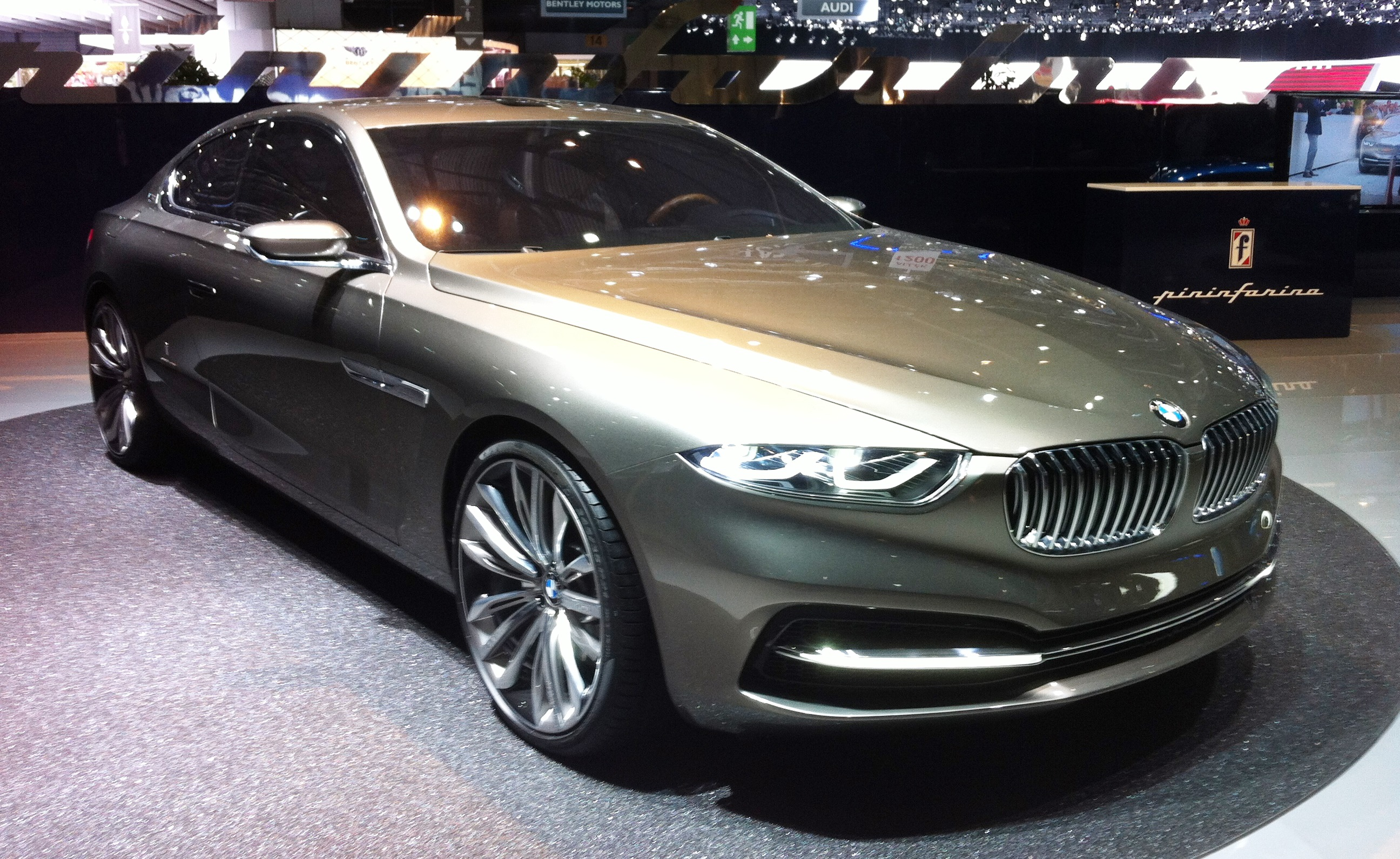
BMW GranLusso Coupé

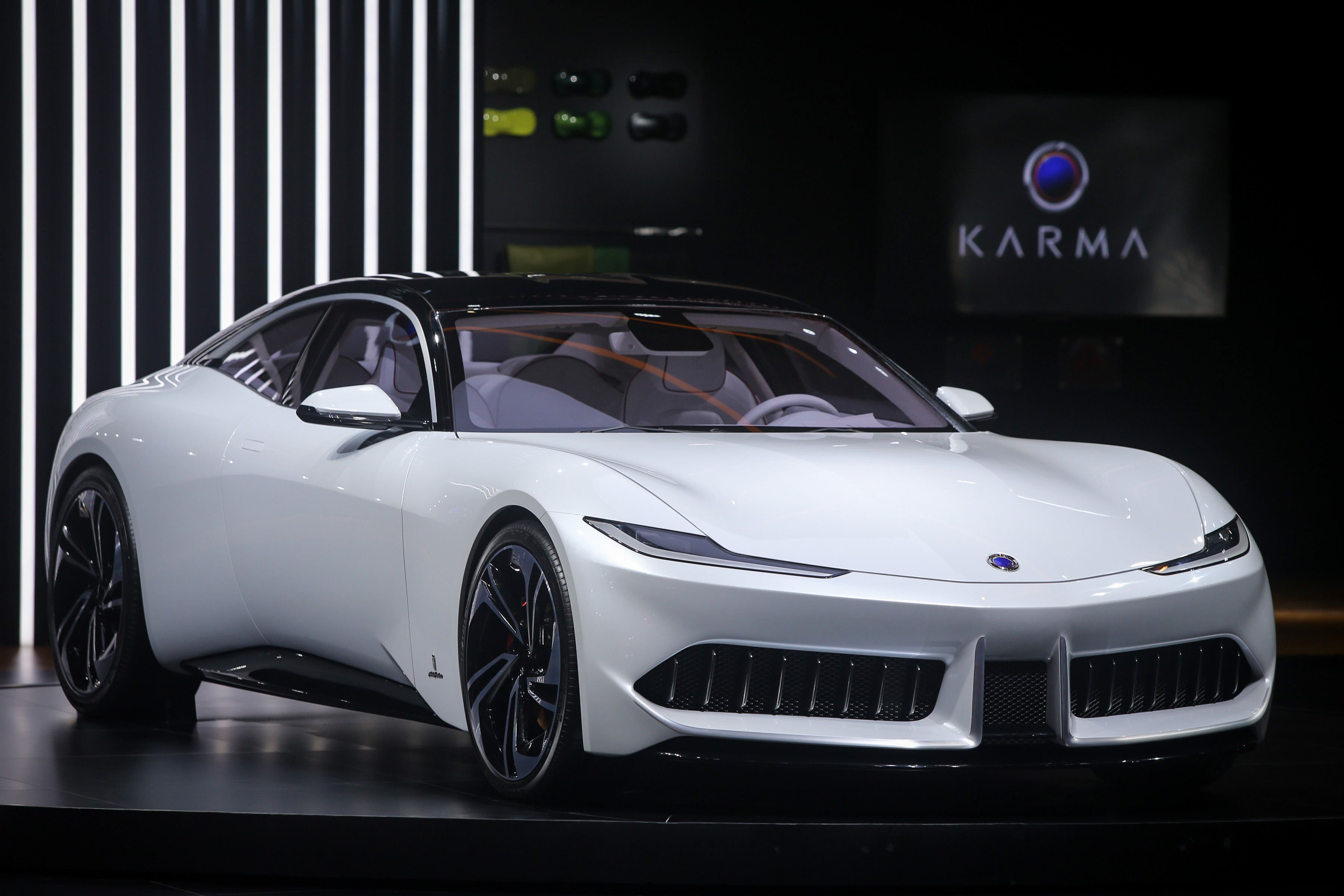
Karma GT

Carrozzeria Pininfarina – włoskie biuro projektowe specjalizujące się w projektowaniu samochodów, a także sztuki użytkowej, rowerów, jachtów, pociągów i AGD, z siedzibą w Cambiano, działające od 1930 roku. Należy do indyjskiego koncernu Mahindra & Mahindra.

## Historia
Firma została założona w 1930 r. przez Battistę Pininfarinę. Dynamiczny rozwój i sławę przyniosły firmie projekty karoserii wykonywane w latach 30. na specjalne zamówienie gwiazd Hollywood oraz najbogatszych ludzi świata. W 1947 r. jeden z pojazdów zaprojektowanych przez Pininfarinę trafił na wystawę w nowojorskim Museum of Modern Art.
Od lat 50. firma stopniowo się rozrastała. W latach 1952–2013 współpracowała z Ferrari. Współpracowała również z wieloma innymi firmami motoryzacyjnymi, m.in. Maserati, Lancia, Alfa Romeo, Mitsubishi, Rover, Peugeot, Honda, Volvo, Rolls-Royce, Cadillac oraz Bentley.
W 2005 roku z okazji 75-lecia istnienia firmy na salonie samochodowym w Genewie zaprezentowano dwa modele sportowych samochodów właśnie na tę okazję: Ferrari F430 Spider i Maserati Birdcage 75th. 7 sierpnia 2008 w wyniku potrącenia przez samochód podczas przejażdżki na skuterze zginął 51-letni Andrea Pininfarina, pełniący od 2006 funkcję prezesa. Obecnie firmę prowadzi Paolo Pininfarina, syn byłego honorowego prezesa, był Sergio Pininfarina, potomka założyciela.
Motoryzacja nie jest jedyną dziedziną, w której działa firma. Pininfarina tworzy projekty w różnych segmentach rynku, współpracując z firmami takimi jak Motorola, Gorenje lub Lavazza, projektując m.in. piekarniki lub ekspresy do kawy.

### Pininfarina Sverige AB
Samochód Volvo C70 M, którego produkcja odbywała się w latach 2005–2013, był samochodem produkowanym przez spółkę joint venture powołaną w 2003 roku przez Pininfarinę (60% udziałów) oraz Volvo Car Corporation (40% udziałów). Samochód wytwarzany był w fabryce w szwedzkiej miejscowości Uddevalla.

### Przejęcie przez Mahindrę
W grudniu 2015 roku Pininfarina została przejęta przez indyjski koncern motoryzacyjny Mahindra & Mahindra, stając się jego spółką zależną. Nowy właściciel utworzył w 2018 roku nowe przedsiębiorstwo Automobili Pininfarina z siedzibą w Niemczech, zajmujące się produkcją pierwszych w historii seryjnych samochodów marki Pininfarina, z pierwszym Pininfarina Battista nazwanym na cześć założyciela macierzystego biura projektowego.

### Aukcje
Wiele historycznych i współczesnych modeli firmy osiąga na aukcjach i licytacjach bardzo wysokie ceny. Jedną z bardziej znanych była aukcja w londyńskim domu aukcyjnym Sotheby’s w 2005 roku. Udało się wtedy sprzedać:
- Ferrari 328 GTS z 1988 roku – 55,2 tys. euro
- Czerwony kabriolet Ferrari 365 z 1966 roku – 736 tys. euro
- Ferrari 330 GTS z 1966 roku – 395 tys. euro
- Ferrari 250 GT SWB Berlinetta z roku 1961 projektowany osobiście przez założyciela firmy – 1,099 mln euro

Na aukcji pojawiły się też całkiem nowe modele firmy. Nie udało się sprzedać m.in. Ferrari 250 GTE 2+2 z 1963 roku.

## Modele samochodów

### Produkcyjne
- 1931 Lancia Dilambda
- 1931 Hispano-Suiza Coupé
- 1931 Cadillac V16
- 1932 Fiat 518 Ardita
- 1936 Lancia Astura
- 1936 Lancia Aprilia
- 1936 Alfa Romeo 8C
- 1937 Alfa Romeo 6C
- 1937 Lancia Aprilia
- 1938 Lancia Astura
- 1943 Alfa Romeo 6C
- 1948 Cisitalia 202
- 1948 Bentley Mark VI Cresta
- 1949 Simca 8
- 1951 Rolls-Royce Silver Dawn
- 1952 Ferrari 212 Inter
- 1952 Nash Ambassador
- 1952 Nash Healey
- 1953 Ferrari 250 Europa
- 1954 Ferrari 250 Europa GT
- 1954 Cadillac Series 62
- 1954 Jaguar XK120 SE
- 1955 Ferrari 410 Superamerica
- 1955 Peugeot 403
- 1956 Alfa Romeo Giulietta Spider
- 1956 Austin A40 Farina
- 1956 Ferrari 250 GT Berlinetta
- 1956 Ferrari 250 GT Coupé
- 1957 Lancia Flaminia
- 1957 Ferrari 250 GT Cabriolet
- 1957 Ferrari 250 GT California Spyder
- 1958 BMC Farina
- 1958 Ferrari 250 GT Coupé
- 1959 Fiat 1800/2100
- 1959 Ferrari 400 Superamerica
- 1960 Ferrari 250 GT 2+2
- 1960 Peugeot 404
- 1961 Fiat 2300
- 1961 Lancia Flavia Coupé
- 1962 BMC ADO16
- 1962 Ferrari 250 GT Berlinetta Lusso
- 1963 Datsun Bluebird 410
- 1963 Ferrari 330 America
- 1964 BMC ADO17
- 1964 Ferrari 500 Superfast
- 1964 Ferrari 275
- 1965 MGB GT
- 1965 Nissan Cedric 130
- 1965 Peugeot 204
- 1966 Ferrari 330 GT 2+2
- 1966 Alfa Romeo Spider
- 1966 Ferrari 330
- 1966 Fiat 124 Sport Spider
- 1966 Fiat Dino Spider
- 1966 IKA-Renault Torino
- 1966 Ferrari 365 California
- 1967 Ferrari 365 GT 2+2
- 1968 Dino 206 GT
- 1968 Ferrari 365
- 1968 Ferrari Daytona
- 1968 Peugeot 504
- 1969 Peugeot 304
- 1969 Dino 246 GT
- 1971 Fiat 130 Coupé
- 1971 Ferrari 365 GTC/4
- 1972 Ferrari 365 GT4 2+2
- 1971 NSU Ro 80
- 1973 Ferrari Berlinetta Boxer
- 1975 Ferrari 308
- 1975 Peugeot 604
- 1975 Lancia Beta Montecarlo
- 1975 Rolls-Royce Camargue
- 1976 Ferrari 400
- 1976 Lancia Gamma
- 1978 Jaguar XJ
- 1979 Peugeot 505
- 1980 Ferrari Mondial
- 1981 Lancia Rally 037
- 1984 Ferrari Testarossa
- 1984 Ferrari 288 GTO
- 1985 Ferrari 328
- 1985 Peugeot 205
- 1985 Ferrari 412
- 1985 Bentley Camargue
- 1987 Alfa Romeo 164
- 1987 Cadillac Allanté
- 1987 Ferrari F40
- 1987 Peugeot 405
- 1988 Ferrari Testarossa F90 Speciale
- 1989 Ferrari 348
- 1989 Peugeot 605
- 1991 Honda Beat
- 1992 Ferrari 456
- 1993 Peugeot 306
- 1993 Alfa Romeo GTV
- 1993 Alfa Romeo Spider
- 1994 Ferrari F355
- 1994 Bentley B2
- 1994 Bentley B3
- 1995 Ferrari F50
- 1995 Ferrari FX
- 1995 Rolls-Royce Phantom Royale
- 1996 Ferrari 550 Maranello
- 1996 Bentley Phoenix
- 1996 Bentley Spectre
- 1996 Lancia Kappa SW
- 1997 Peugeot 406 Coupé
- 1997 Aston Martin V8 Vantage Special Series I
- 1998 Mitsubishi Pajero Pinin
- 1999 Ferrari 360
- 1999 Hafei Zhongyi
- 2000 Daewoo Tacuma
- 2000 Ferrari 550 Barchetta Pininfarina
- 2001 Hyundai Matrix
- 2002 Daewoo Lacetti Sedan/Kombi
- 2002 Enzo Ferrari
- 2002 Ferrari 575M Maranello
- 2002 Hafei Lobo
- 2003 Maserati Quattroporte
- 2003 Ford StreetKa
- 2004 Ferrari 612 Scaglietti
- 2004 Ferrari F430
- 2005 Hafei Saibao 3
- 2005 Peugeot 1007
- 2005 Ferrari Superamerica
- 2005 Hafei Saibao 5
- 2006 Ferrari 599 GTB Fiorano
- 2006 Mitsubishi Colt CZC
- 2006 Volvo C70
- 2006 Alfa Romeo Brera
- 2006 Alfa Romeo Spider
- 2006 Brilliance BS4
- 2007 Brilliance BC3
- 2007 Chery A3
- 2007 Ford Focus Coupé-Cabriolet
- 2007 Maserati GranTurismo
- 2008 JAC Heyue Tongyue
- 2009 Ferrari 458 Italia
- 2009 Leopaard CS7
- 2010 Maserati GranCabrio
- 2011 Coda EV
- 2011 Hafei Minyi
- 2011 Bolloré Bluecar
- 2011 Ferrari FF
- 2012 Ferrari F12berlinetta
- 2014 Ferrari Sergio
- 2014 Soueast DX7
- 2014 Ferrari California T
- 2016 Soueast DX3
- 2017 Mitsubishi Lancer
- 2018 MAT New Stratos
- 2018 VinFast LUX SA2.0
- 2018 VinFast LUX A2.0
- 2018 Mahindra Marazzo
- 2019 Soueast DX5
- 2019 Pininfarina Battista
- 2020 Chery eQ5
- 2020 Haima 7X
- 2020 Letin Mengo
- 2021 VinFast VF 8
- 2021 VinFast VF 9
- 2022 Togg T10X
- 2022 Viritech Apricale
- 2023 Pininfarina B95
- 2023 Rox 01
- 2023 Foxtron Model B
- 2024 Morgan Midsummer

### One-off
- 1951 Bentley Mark VI Cresta II
- 1995 Jaguar XJ220 Pininfarina
- 1997 Aston Martin AM3
- 1997 Aston Martin AM4
- 2006 Ferrari P4/5 by Pininfarina
- 2006 Ferrari 612 Scaglietti Kappa
- 2008 Rolls-Royce Hyperion
- 2009 Ferrari P540 Superfast Aperta
- 2012 Ferrari SP12 EC
- 2014 Ferrari SP FFX

### Studyjne
- 1947 Alfa Romeo 6C 2500 S
- 1947 Delahaye 135MS Coupé
- 1949 Alfa Romeo 6C 2500 Coupe Speciale
- 1949 BMW 501
- 1952 Lancia Aurelia B52 PF 200 Coupé
- 1953 Lancia Aurelia B52 PF 200 Spider
- 1955 Ferrari 375 America
- 1955 Nash Special
- 1956 Alfa Romeo 6C 3000 CM Super Flow Coupe
- 1956 Alfa Romeo 6C 3000 CM Super Flow II Coupe
- 1956 Rambler Palm Beach
- 1956 Ferrari 410 Superfast
- 1956 Ferrari 4.9 Superfast
- 1957 Abarth 750 Bialbero Record
- 1957 Abarth 500 Coupe
- 1957 Lancia Florid
- 1959 Alfa Romeo 6C 3000 CM Spyder Super Sport
- 1959 Ferrari 400 Superamerica Coupé Speciale
- 1960 Ferrari 400 Superamerica Superfast II–IV
- 1960 Alfa Romeo 6C 3000 CM Super Flow
- 1960 Pininfarina X
- 1961 Cadillac „Jacqueline” Brougham Coupé
- 1961 Ferrari 250 GT Pininfarina Coupe Speciale
- 1962 Fiat 2300 Coupe Speciale
- 1963 Alfa Romeo 2600 Coupe Speciale
- 1963 Chevrolet Corvair Super Spyder Coupé
- 1963 Chevrolet Corvette Rondine Coupé
- 1963 Fiat 2300 Cabriolet Speciale
- 1963 Fiat 2300 S Coupe Speciale Lausanne
- 1964 Fiat 2300 S Coupe Speciale
- 1963 Pininfarina PF Sigma
- 1963 Mercedes-Benz 230SL
- 1964 Abarth 1000 Spyder
- 1965 Abarth 1000 Coupe Speciale
- 1965 Alfa Romeo Giulia 1600 Sport
- 1965 Dino Berlinetta Speciale
- 1965 Ferrari 250 LM Pininfarina Stradale Speciale
- 1965 Fiat 2300 S Coupe Speciale
- 1966 Ferrari 365 P Berlinetta Speciale
- 1966 Dino Berlinetta GT
- 1967 BMC 1800 Berlina-Aerodinamica
- 1967 Dino Berlinetta Competizione
- 1967 Fiat Dino Parigi
- 1968 Pininfarina BLMC 1100
- 1968 Alfa Romeo P33 Roadster
- 1968 Ferrari P6 Berlinetta Speciale
- 1968 MG EX.234 Roadster
- 1968 Ferrari 250 P5 Speciale
- 1969 Abarth 2000
- 1969 Alfa Romeo 33/2 Coupé Speciale
- 1969 Ferrari Sigma Grand Prix
- 1969 Ferrari 512S Berlinetta Speciale
- 1969 Fiat 128 Teenager
- 1970 Ferrari Modulo
- 1970 Mercedes-Benz 300 SEL 6.3 Pininfarina
- 1971 Alfa Romeo P33 Cuneo
- 1971 Peugeot Break Riviera
- 1972 Alfa Romeo Alfetta Spider
- 1973 Autobianchi A112 Giovani
- 1973 Chevrolet Corvette XP-897GT
- 1974 Ferrari CR 25
- 1974 Fiat 130 Maremma
- 1975 Alfa Romeo Eagle
- 1975 Fiat 130 Opera
- 1975 Peugeot Peugette
- 1978 Fiat Ecos
- 1978 Jaguar XJ Spider
- 1978 Lancia Gamma Spider
- 1978 Pininfarina CNR-PF
- 1980 Ferrari Pinin
- 1980 Lancia Gamma Scala
- 1981 Audi Quartz
- 1982 Lancia Gamma Olgiata
- 1983 Pininfarina Brio
- 1984 Honda HP-X
- 1985 Peugeot Griffe 4
- 1986 Alfa Romeo Vivace
- 1988 Lancia HIT
- 1988 Ferrari F90
- 1989 Ferrari Mythos
- 1990 Pininfarina CNR E2
- 1991 Opel Chronos
- 1992 Jaguar XJ220 Pininfarina
- 1992 Fiat Cinquecento 4x4 Pick-up
- 1992 Pininfarina Ethos
- 1993 Pininfarina Ethos 2
- 1994 Fiat Spunto
- 1994 Pininfarina Ethos 3
- 1995 Honda Argento Vivo
- 1995 Honda SSM
- 1996 Fiat Sing e Song
- 1996 Pininfarina Etabeta
- 1996 Ferrari FX
- 1997 Peugeot Nautilus
- 1998 Alfa Romeo Dardo
- 1999 Fiat Wish
- 1999 Pininfarina Metrocubo
- 2000 Ferrari Rossa
- 2001 Ford Start
- 2001 Citroën Osée
- 2002 Hafei HF Fantasy
- 2003 Pininfarina Lotus Enjoy
- 2004 Pininfarina Double-Face
- 2004 Pininfarina Nido
- 2004 Saturn Curve
- 2005 Chery M14
- 2005 Maserati Birdcage 75th
- 2008 Miles XS500
- 2008 Pininfarina B0
- 2008 Pininfarina Sintesi
- 2009 Tata Pr1ma
- 2010 Alfa Romeo 2uettottanta
- 2010 Pininfarina Nido EV
- 2012 Pininfarina Cambiano
- 2013 Pininfarina Sergio
- 2014 Mullen 700e
- 2013 BMW Gran Lusso Coupé
- 2016 Pininfarina H2 Speed
- 2017 Fittipaldi EF7 Vision Gran Turismo
- 2020 Karma GT
- 2020 TOGG C-SUV
- 2020 TOGG Sedan
- 2021 Pininfarina Teorema
- 2021 Foxtron Model E
- 2021 Gaussin H2
- 2022 NamX HUV
- 2022 Foxtron Model B
- 2022 TOGG Transition
- 2023 Holon Mover
- 2023 Pininfarina Pura Vision
- 2024 Pininfarina Enigma GT

## Inne projekty

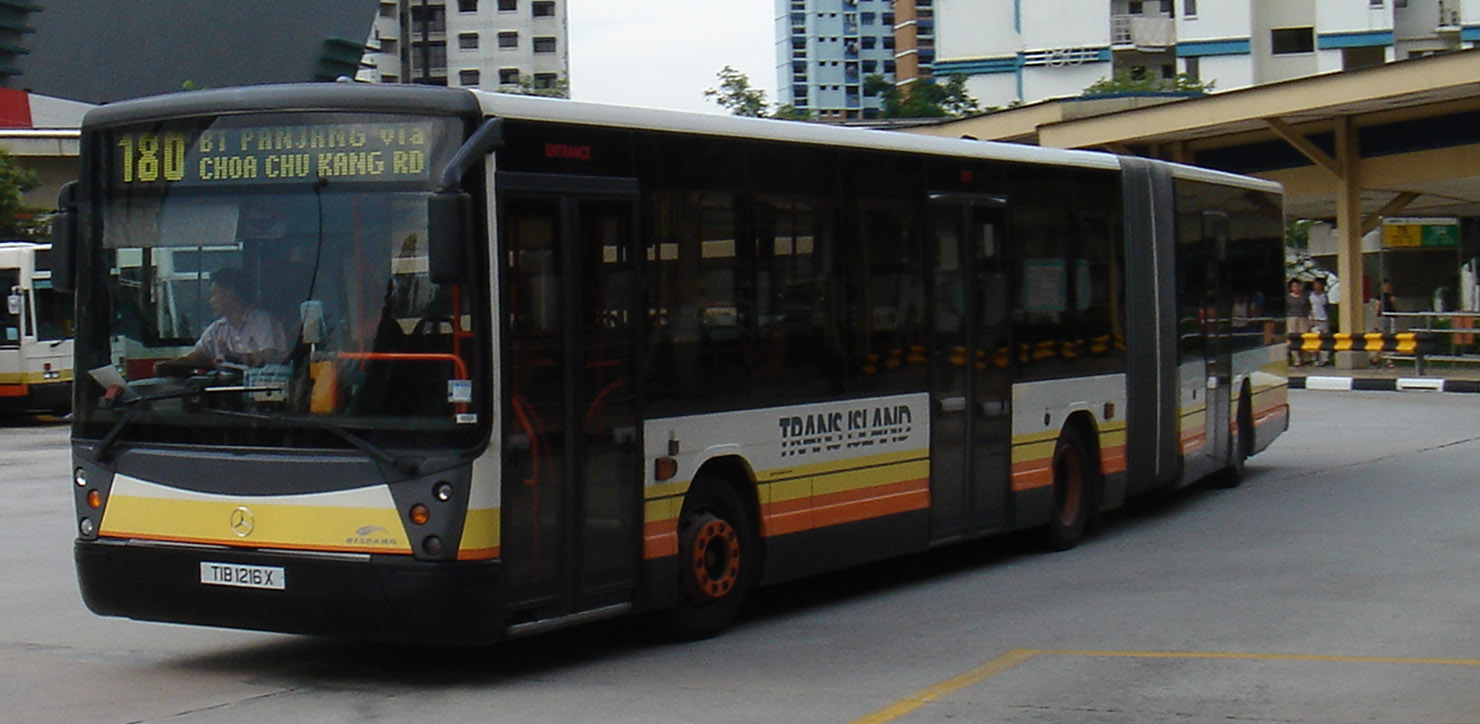
Mercedes-Benz O405G Hispano Habit, 2000

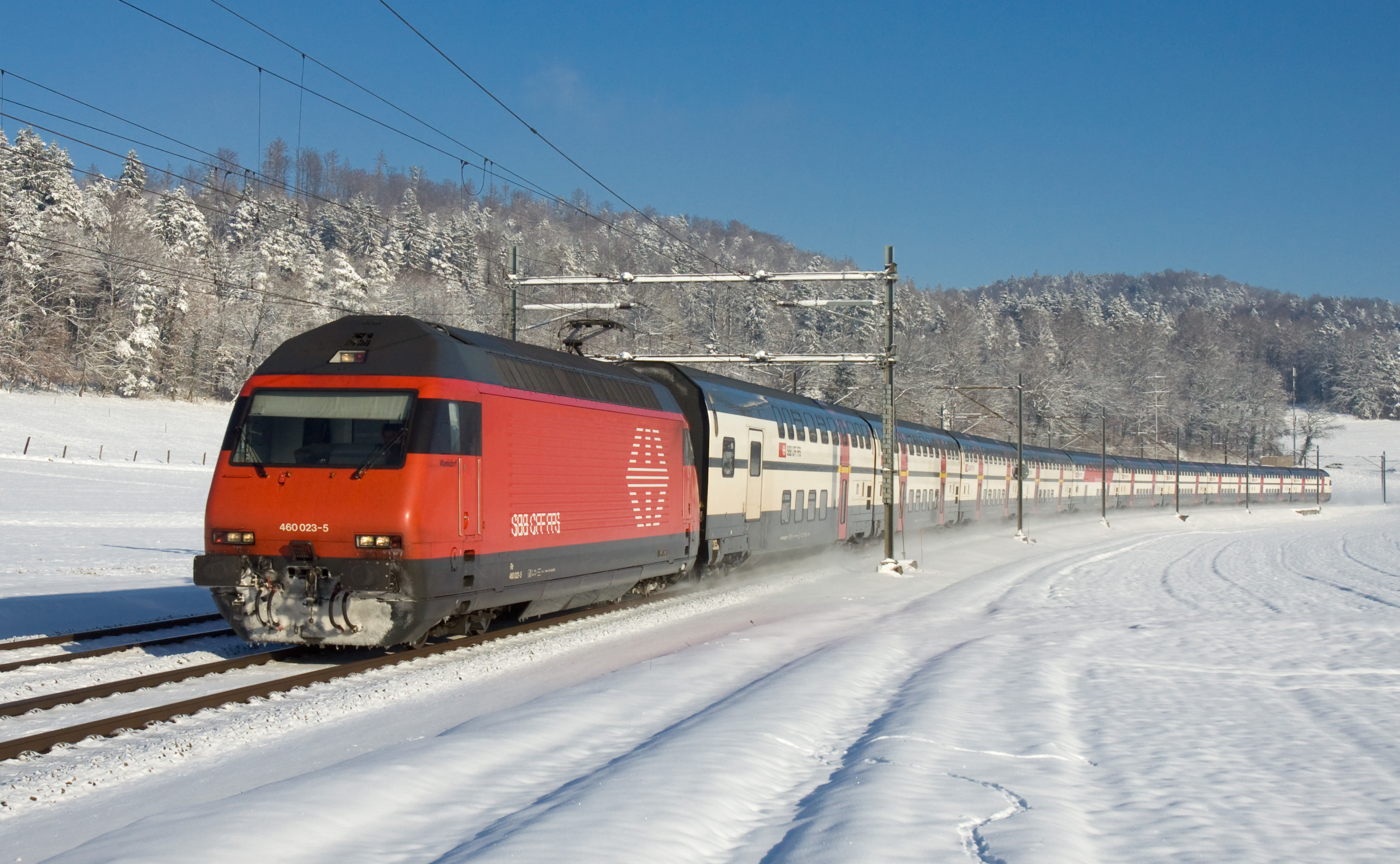
Lokomotywa Re 460 IC i pociąg 2000, 1991

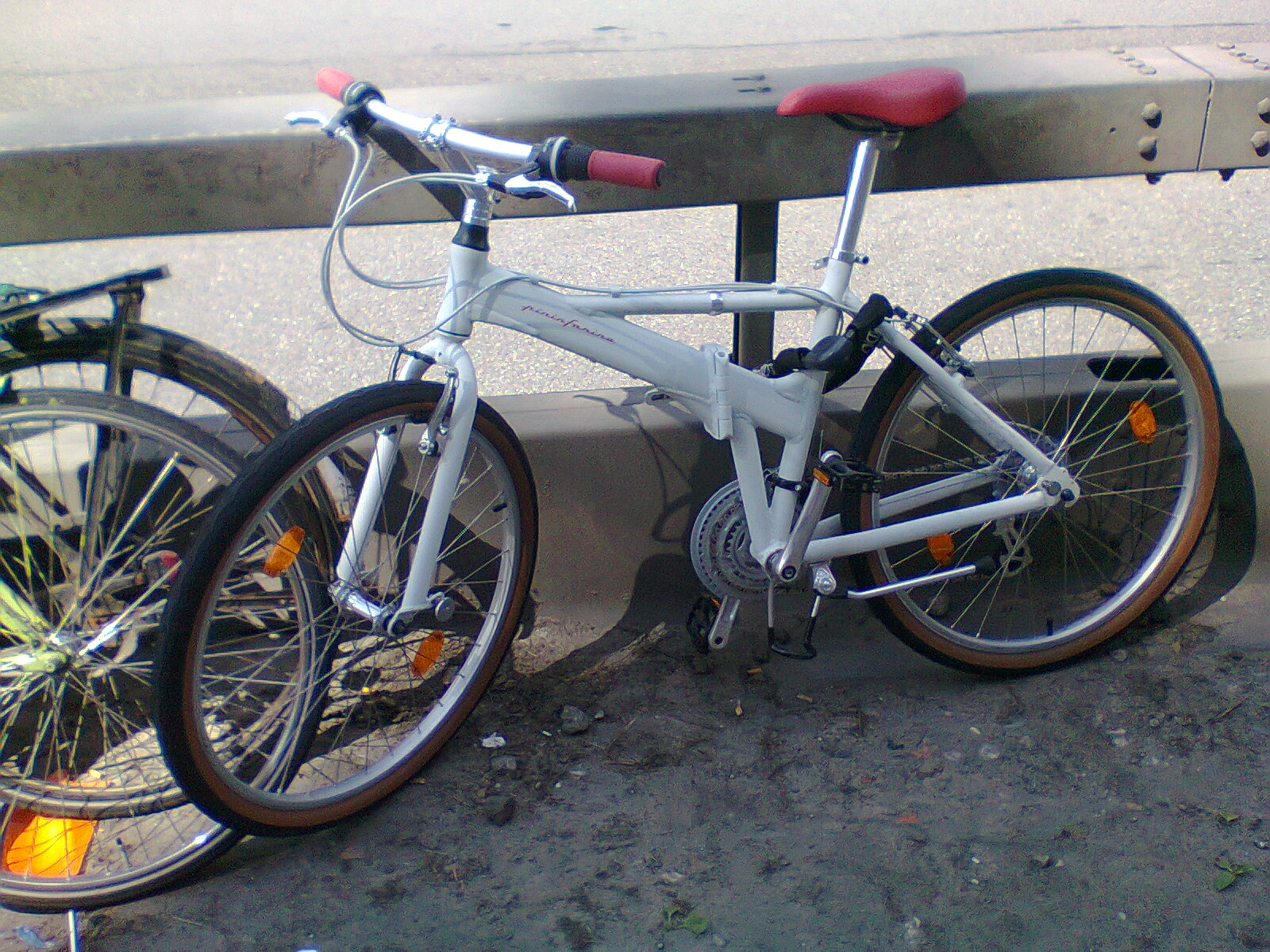
Składany rower Pininfarina

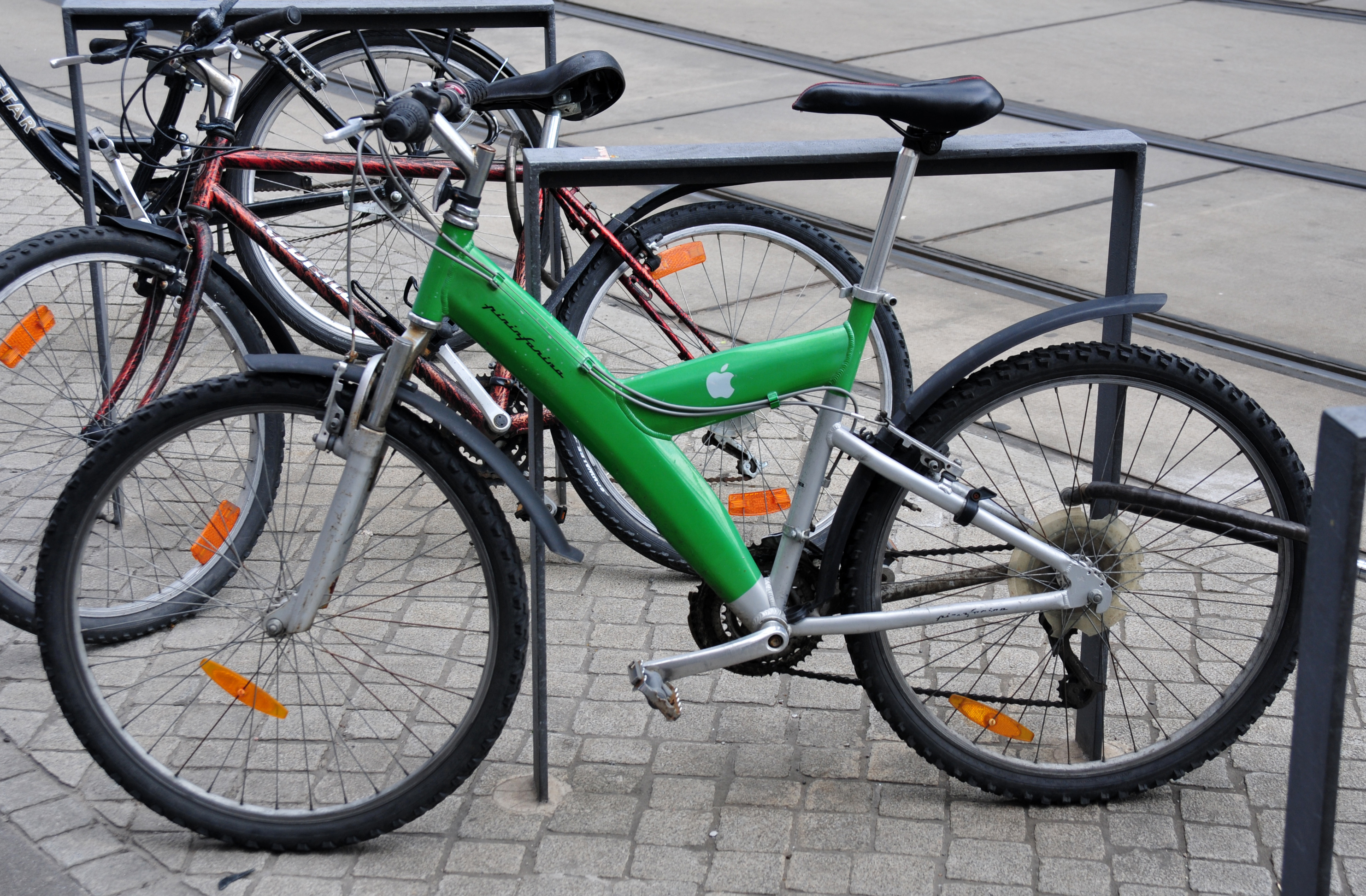
Rower Pininfarina

### Transport publiczny
- 1987–2000 ETR 500 – pociągi szybkich linii we Włoszech
- 1991 SBB-CFF-FFS – elektryczne lokomotywy w Szwajcarii
- 1996 ALe 426/506 TAF – pociągi kolei podmiejskiej we Włoszech
- 1997 SBB-CFF-FFS – dwupiętrowe pociągi w Szwajcarii
- 1999–2007 MBTA – tramwaje w amerykańskim Massachusetts
- 2000 Hispano Carrocera – autobusy w Hiszpanii
- 2000 SBB-CFF-FFS – pociągi w Szwajcarii
- 2001 Vy – pociągi w Norwegii
- 2001 Cobra – tramwaje w Zurychu
- 2004 AnsaldoBreda – tramwaje w Atenach
- 2005 AnsaldoBreda – pociągi różnych linii w Danii
- 2008 AnsaldoBreda – szybka kolej w Holandii
- 2009 AnsaldoBreda – pociągi na podmiejskiej linii w Neapoli
- 2009 Eurostar – remont pociągów

### Jachty
- Gama Primatist Aerotop Pininfarina: G46, G53, B62, G70
- Magnum Marine 80' Series
- Pershing 88' Pininfarina Limited Edition
- Fincantieri Ottantacinque by Pininfarina
- Schaefer 620 i 800 by Pininfarina
- Persico Marine WallyCento
- Azimut 65 Pininfarina

### Inne
- Rower trekkingowy Pininfarina
- Akcesoria z okazji Zimowych Igrzysk Olimpijskich 2006 w Turynie[10]
- Sprzęt kuchenny dla Gorenje, m.in. lodówki[11] i piekarniki[12]
- Dysk zewnętrzny SimpleTech[13]
- Zegarek G-Shock GE-2000[14]
- Maszyna do napojów Coca-Cola Freestyle[15]
- Pistolet lakierniczy Iwata WS 400 Supernova[16]
- Elektryczny rower e-Voluzione[17]
- Ciągniki rolnicze Zetor, New Holland, FiatAgri[18][19][20]